# Countess (Band)
Countess (englisch ‚Gräfin, Komtess‘) ist eine 1992 in den Niederlanden gegründete Black-Metal-Band.

## Geschichte
Countess wurde 1992 von den Bathory-Fans Vercingetorix und Zénon gegründet. Im selben Jahr wurde die erste Demoaufnahme Permafrost veröffentlicht. Orlok stieß auf diese Aufnahme, die die Atmosphäre auffing, die er in früheren Bands hatte erreichen wollen. Er kontaktierte Countess und stieg als Bassist ein. Später übernahm er auch den Gesang, sodass Zénon sich auf die Gitarre konzentrieren konnte; das Schlagzeug wurde Vercingetorix übertragen. Zur Wintersonnenwende 1992 nahmen sie zusammen das Debütalbum The Gospel of the Horned One auf. Die Band hatte zuvor kein einziges dieser Lieder geprobt und nie zusammen gespielt. Dementsprechend hatten die Plattenfirmen kein Interesse, das Album zu veröffentlichen. Die Mitglieder stellten die Arbeit an Countess ein.
Nachdem Orlok im Sommer 1993 keine Bands mehr hatte, gründete er für die Veröffentlichung des Countess-Albums die Plattenfirma Thurisaz Productions und veröffentlichte es nach der Abmischung durch Zénon im August 1993 in einer Auflage von 1109 handnummerierten Kopien. In der elften Ausgabe des Terrorizer-Magazins gab es einen Artikel über das Album, wo der primitive Klang der CD kommentiert wurde: „This sounds like it could have been recorded back in the mists of 1983, so primitive and primal is its feel“.
Im September entstand eine dritte Besetzung mit Othalaz und Imogem an den Gitarren und Sablast am Schlagzeug. Othalaz hatte bereits mit Orlok bei der Band Hordes gespielt, Imogem und Sablast gemeinsam bei Abstrusus. Nach ausgiebigen Proben trat die Band im Dezember 1993 beim Black-Christmas-Festival in Volkel zum ersten Mal auf. Im Januar 1994 wurde die Demoaufnahme The Wolves Awake eingespielt. Trotz der besseren Produktion und musikalischen Fortschritte war Orlok damit unzufrieden, da den Aufnahmen seiner Meinung nach das richtige Gefühl fehlte, was an den fehlenden Wurzeln der neuen Mitglieder in der Black-Metal-Tradition gelegen haben könnte. Im März 1994 wurde das Fallen-Temple-Cover Deisidaimonia für die Kompilation Hymns of Winter aufgenommen. Opyros, der Betreiber der deutschen Plattenfirma Nazgul’s Eyrie Productions, die Countess seit der Veröffentlichung von The Gospel of the Horned One mit Interesse verfolgte, reiste im Mai 1994 in die Niederlande, um Orlok zu treffen. Die Band gab zwei weitere Konzerte, das letzte wurde von Opyros auf Video aufgenommen und eine Auswahl der Lieder auf der Live-Kassette Doomed to Live veröffentlicht. Danach wurde die Besetzung im Sommer 1994 wegen der musikalischen Differenzen aufgelöst.
Da Orlok Thurisaz Productions nicht mehr leiten wollte und eine neue Plattenfirma für Countess suchte, bot Opyros ihm einen Plattenvertrag an. Orlok nahm neue Versionen einiger Lieder von The Wolves Awake und von Deisidaimonia sowie neue Stücke auf. Othalaz, der an der Komposition von drei Liedern beteiligt war, spielte zusammen mit Imogem einige Gitarrenläufe ein. Nachdem das Album eingespielt worden und Orlok mit seinem Geschichtsstudium fertig war, wollte er keine neue Besetzung zusammenstellen und schrieb stattdessen neue Lieder. Das Album erschien im Dezember 1994 bei N.E.P. unter dem Titel The Return of the Horned One. Zu dem Zeitpunkt hatte Orlok genug Material für ein neues Album und nahm deshalb im Januar 1995 das dritte Album Ad Maiorem Sathanae Gloriam im Beisein von Demonos Sova (Barathrum) und Opyros auf, die einige Schreie für das Intro aufnahmen. Ad Maiorem Sathanae Gloriam wurde als erstes Countess-Album in einem professionellen, digitalen 16-Spur-Studio aufgenommen. Da The Return of the Horned One erst erschienen war, wurde Ad Maiorem Sathanae Gloriam nicht sofort veröffentlicht; das Lied The Wrath of Satan’s Whore erschien aber im März 1995 zusammen mit vier nicht auf dem Album enthaltenen Stücken auf einer gleichnamigen Kassetten-EP.
Zum Zeitpunkt ihrer Veröffentlichung suchte Orlok wieder nach neuen Mitgliedern. Er setzte eine Anzeige ins Aardschok, auf die er viele interessierte Anschriften bekam. Er entschied sich für eine Besetzung mit Zagan an der Gitarre und Warhead am Schlagzeug; beide hatten zuvor in der Band Astaroth gespielt. Nach zwei Monaten ging die Band auf eine kurze Tournee Deutschland, für die exklusive T-Shirts gedruckt wurden. Countess und Mortuary Drape waren Headliner und wurden von den deutschen Bands Mayhemic Truth und Drowned unterstützt. Nach der Tournee nahm Countess eine Kassette mit einer neuen Version The Priest Must Die, dem neuen Lied De Gift Der Goden und zusätzlichem Live-Material von Opyros’ Videoaufnahmen der Tournee auf, die allerdings ausschließlich der Promotion diente und nicht offiziell veröffentlicht wurde.
Wegen musikalischer Differenzen stiegen Zagan und Warhead im Sommer 1995 aus und gründeten die Band Manitou. Im Oktober 1995 erschien Ad Maiorem Sathanae Gloriam auf CD. Zu dem Zeitpunkt arbeitete Orlok wieder alleine an neuem Material für das nächste Countess-Album The Book of the Heretic; um bei den Aufnahmen anwesend zu sein, kam Opyros im Dezember 1995 erneut in die Niederlande. Es handelt sich hierbei um ein Konzeptalbum, das auf einer von Orlok geschriebenen und dem Booklet beigefügten dunklen Fantasy-Geschichte basiert.
Im Februar 1996 kehrten Zagan und Warhead zurück; in der Zwischenzeit hatten sie Manitou verlassen, und ihr neues Projekt Elohim gaben sie für Countess auf. Auch Othalaz, der musikalisch in der Zwischenzeit nicht aktiv gewesen war, kehrte zur Band zurück. Nach einigen Proben hab Countess im April 1996 zwei Konzerte in Deutschland. Das in Berlin gegebene TV-Interview wurde nie veröffentlicht. Im Juni 1996, wo auch The Book of the Heretic erschien, trat Countess beim Black Metal Inferno in Rotterdam auf, dessen Headliner Ancient Rites war.
Im selben Jahr kam die Idee auf, ein Live-Album aufzunehmen, da Countess live stärker war als bei Studioaufnahmen. Außerdem fragten Fans nach neuen Versionen alter Lieder, die in den Studioversionen unter der Produktion litten, die Countess aber nicht für neue Alben erneut einspielen wollte. Ein Live-Album wurde als Lösung der Situation gesehen. Opyros mochte die Idee, ein Auftritt in Schiedam im November 1996 wurde digital mit 16 Spuren aufgenommen und einige Tage nach dem Auftritt abgemischt. Die Aufnahmen enthielten die laut der Band besten Lieder der vier Alben und einige neue Stücke. Kurz nach den Aufnahmen litt die Besetzung erneut, was im internationalen Untergrund zu Gerüchten führte, Countess hätte sich aufgelöst. Allerdings verließ Othalaz die Band 1997, da er die Zeit dafür nicht mehr aufbringen konnte. Die übrigen Mitglieder gründeten Prowler Productions, um mehr Kontrolle über künftige Countess-Veröffentlichung zu haben. Das Live-Album, das Into Battle heißen sollte, war für N.E.P. aufgenommen worden, Prowler Productions erhielt aber die Lizenz. Die geplante Veröffentlichung im September 1997 wurde storniert, da die Mitglieder mit dem Mix unzufrieden waren und die Aufnahmen ihrer Meinung nach nicht mehr repräsentativ für Countess-Auftritte waren. Eines der Lieder erschien neben drei neuen Liedern auf der einzigen über Prowler Productions veröffentlichten CD Hell’s Rock & Roll. Im späten April und frühen Mai 1997 ging Countess auf eine kurze Tournee in den Niederlanden und Deutschland mit Barathrum und Sabbat, die mit der Veröffentlichung von Hell’s Rock & Roll zusammenfallen sollte; diese verzögerte sich allerdings bis Juni 1997. Die Auftritte hingegen waren aus Sicht der Band ihre besten.
Die CD sorgte für negative Reaktionen der Presse und der Verteiler, die die Band als unverständlich empfand. Dies sorgte für Spannungen zwischen den Mitgliedern und letztlich zur Auflösung von Countess und Prowler Productions im November 1997 und damit zur Absage einer Tournee in Finnland mit Barathrum, Wizzard und Babylon Whores.
Ende 1998, nach etwa einem Jahr Inaktivität, fühlte Orlok den Drang, neue Musik zu schreiben und aufzunehmen. Als er Opyros davon erzählte, bot dieser ihm einen Vertrag mit seiner neuen Plattenfirma Barbarian Wrath an. Orlok begann daraufhin mit der Aufnahme des neuen Materials mit einem 4-Spur-Gerät, wie bei früheren Aufnahmen. Er bot Zagan an, sich zu beteiligen, worauf dieser positiv reagierte. Die Aufnahmen der beiden Alben The Revenge of the Horned One – Part I und The Revenge of the Horned One – Part II beendeten sie noch im selben Jahr. Das Artwork dazu kam von Demonos Sova.
Im Januar 1999 schloss Warhead sich Orlok und Zagan erneut an. Da die Mitglieder neben Countess weitere Aktivitäten hatten, konnten sie nur selten proben und nur wenig neues Material schreiben. Nach dem Sommer 1999 entschloss Orlok sich, alleine ein neues Album aufzunehmen. Das dabei entstandene Album From the Wells of Chaos war jedoch im Grunde ein dritter Teil von The Revenge of the Horned One und entsprach nicht Orloks Erwartungen, weshalb es unveröffentlicht blieb.
Ende 1999 nahm Orlok The Shining Swords of Hate auf, das sich im Gegensatz zu den noch unveröffentlichten The-Revenge-of-the-Horned-One-Alben stärker an der Wurzeln von Countess orientierte. Es erschien 2000 als erste Veröffentlichung von Barbarian Wrath. Das Album war laut Orlok sowohl ein Experiment als auch eine Erklärung; er werde vermutlich kein ähnliches Album mehr aufnehmen, kündigte 2006 aber an, an einem Album zu arbeiten, das in eine ähnliche Richtung gehe. The Revenge of the Horned One – Part I wurde 2001 veröffentlicht. Ursprünglich sollten beide Teile zusammen erscheinen, Barbarian Wrath entschied sich aber letztlich für separate Veröffentlichungen. Das Intro zu Triumph of Metal ist dabei als humoristischer Tribut an The Warrior’s Prayer von Manowars Kings of Metal gedacht und Manowar gewidmet.
Ab Januar 2002 konnte Countess wieder regelmäßig proben; Othalaz schloss sich der Band erneut an, diesmal jedoch als Keyboarder; die Band wollte ausprobieren, wie sie mit Live-Keyboards funktionieren würde. Nach einiger Zeit stellten sich persönliche und musikalische Differenzen ein, weshalb die Band sich Ende April 2002, kurz nach der Veröffentlichung von The Revenge of the Horned One – Part II, erneut auflöste.
Kurz darauf stellte Orlok ein neues Album, Tales of Blasphemy and Desecration, fertig, das aus in der Zeit von 1999 bis 2002 geschriebenem und aufgenommenem Material besteht. Aufgrund seiner „fragmentierten“ Ursprünge wird das Album jedoch als inkohärent angesehen und blieb unveröffentlicht.
Im Oktober 2002 begann Orlok mit der Arbeit an einem neuen Album. Er wurde erneut von Zagan unterstützt und stellte mit ihm das Album Black Forever im November 2002 fertig. Inspiriert von den Aufnahmen, wurde die Besetzung mit Warhead wieder aufgenommen und begann mit neuen Proben. Im Februar 2003 sahen sie allerdings keine Zukunft mehr in dieser Besetzung, da ihre Vorstellungen der musikalischen Richtung von Countess inkompatibel waren.
Nach der erneuten Trennung nahm Orlok Heilig Vuur auf, das als erstes Countess-Album vollständig in niederländischer Sprache gehalten war und sich an den Wurzeln der Band orientierte. Es enthielt neun neue Lieder und die drei niederländischen vom unveröffentlichten Live-Album. Es wurde im April 2004 von Barbarian Wrath veröffentlicht und von vielen Fans positiv aufgenommen, die von den vorigen Alben auf Barbarian Wrath enttäuscht waren und das Album als Rückkehr zur „N.E.P.-Ära“ sahen.
Zum Zeitpunkt der Veröffentlichung nahm Orlok das nächste Album Spawn of Steel auf, das im März 2005 erschien. Daneben nahm er in der Zeit von 2003 bis 2005 Material für mindestens vier weitere Alben auf. Eine Auswahl wurde im Juli 2005 für das nächste Album Ancient Lies and Battle Cries abgemischt, das im Dezember 2005 erscheinen sollte; Orlok war allerdings mit dem Klang unzufrieden und stellte die Veröffentlichung bis zu einer möglichen Neuaufnahme ein. In der Zeit von Oktober bis Dezember 2005 war das Album Holocaust of the God Believers aufgenommen worden, das am 6. Juni 2006 (eine Anspielung auf die Zahl 666) bei Barbarian Wrath erschien.
Anfang 2006 arbeitete Orlok simultan an einem traditionellen, heavy-metal-lastigen Konzeptalbum, das auf Homers Odyssee basierte, und einem von der mittleren, doom-lastigeren Phase Bathorys inspirierten Album. Beide Alben wurden nicht fertiggestellt. Im Mai und Juni 2006 nahm Orlok Ancient Lies and Battle Cries erneut auf, allerdings mit einer anderen Titelliste als bei der vorigen Aufnahme. Das Album wurde im Juli 2006 abgemischt, blieb aber ebenfalls unveröffentlicht.
Im September 2006 begann Orlok mit der Arbeit an einem neuen Album, das im Januar 2007 fertiggestellt wurde. Blazing Flames of War enthält ausschließlich neues Material und erschien im November 2007.

## Stil

### Musik
Der Vorliebe der Gründer Vercingetorix und Zénon für Bathory entsprechend, sind auch ohne sie aufgenommene Veröffentlichungen wie The Return of the Horned One von dieser Band beeinflusst; laut Nazgul’s Eyrie Productions liegen Lieder wie Fire and Blood und Ritual of the 7 Priests mit Venom und Bathory und erscheinen „wie ein vergessenes Relikt der 1980er“. Nin Chan vom Diabolical Conquest Webzine sieht eine Synthese der The-Return......-Ara von Bathory und Hellhammer mit ihren simplen, repetitiven und teilweise doom-lastigen Riffs und unsauberen Gitarrenklängen, der epischen Atmosphäre von Manowar und der folk-beeinflussten Melodien von Bathorys Blood-Fire-Death-Ära als Countess’ Grundlagen, die Orlok kontinuierlich verfeinert habe und deren Ergebnis mehr sei als die Summe seiner Einflüsse. Orlok versuchte, die Bathory-Ausrichtung der Gründer im Profil der band beizubehalten, erweiterte den musikalischen Rahmen allerdings im Laufe der Jahre. Auch die Basis des Albums Ad Maiorem Sathanae Gloriam liegen in der New Wave of British Heavy Metal und den Black-Metal-Vorreitern der 1980er Jahre, denen das Riffing entspricht. An Venom erinnert auch das Schallplattencover von The Book of the Heretic, das an das von At War with Satan angelehnt ist. Dieses ist zwar abwechslungsreicher als die vorigen Alben und enthält sogar leicht symphonische Anleihen, behält aber den rohen, primitiven und basischen Stil von Countess bei. Orloks Meinung nach ist es allerdings schlecht abgemischt. Das Titellied der MCD Hell’s Rock & Roll wurde mit Musik der 1970er-Jahre und Venom verglichen, während das ebenfalls dort enthaltene Son of a Dragon beinahe wie ein osteuropäisches Lied klinge; die Band habe ihren Stil verändert, sei aber noch als Countess erkennbar. Auf den Alben The Revenge of the Horned One – Part I und The Revenge of the Horned One – Part II vermischte die Band Elemente aller vorigen Countess-Veröffentlichungen.
Zum Erscheinen des Albums The Shining Swords of Hate auf Nazgul’s Eyrie Productions’ Nachfolger Barbarian Wrath hatte die Band sich stark verändert, ihr neuer Klang wurde vom Label als „viel kälter und sinistrer“ bezeichnet. Das Album orientiert sich an der Wurzeln von Countess mit langen, repetitiven Stücken, unsauberem Spiel und einem extremen, rohen Klang.

### Texte
Anfang der 1990er Jahre wurden zahlreiche Black-Metal-Bands gegründet, die ihre Musik mit teils sehr abstrakten Formulierungen beschrieben, für die Orlok als hypothetisches Beispiel „true Aryan evil unholy BM“ nennt. Um sich von derartigen „Möchtegern-Black-Metal-Bands“ abzugrenzen, bezeichnete die Band ihre Musik anfangs als „cold, dark BM in the archaic tradition“. Für das erste Demo und das erste Album suchte Orlok nach einer kürzeren, direkteren und prägnanteren Bezeichnung für die Musik Countess’ und entschied sich für die Bezeichnung als „Orthodox Black Metal“.
Im Allgemeinen handeln die Songtexte mit satanistischen und antichristlichen Themen von typischen Black-Metal-Themen. Viele Liedtexte der Band erzählen jedoch auch Geschichten, teils basierend auf historischen Ereignissen, teils rein fiktiv. So ist The Book of the Heretic ein Konzeptalbum, das auf einer von Orlok geschriebenen und dem Booklet beigefügten dunklen Fantasy-Geschichte basiert. Auf Spawn of Steel befasste Countess sich unter anderem mit assyrischen Kriegen und dem Aufstieg des antiken Griechenlands.

## Diskografie
- 1992: Permafrost (Demo)
- 1993: The Gospel of the Horned One
- 1994: The Wolves Awake (Demo)
- 1994: Deisidaimonia auf Hymns of Winter
- 1994: Doomed to Live (Live-MC)
- 1994: The Return of the Horned One
- 1995: The Wrath of Satan’s Whore (MC-EP)
- 1995: Ad Maiorem Sathanae Gloriam
- 1996: Live in Berlin (Live-MC)
- 1996: The Book of the Heretic
- 1997: Hell’s Rock & Roll (MCD)
- 2000: The Shining Swords of Hate
- 2001: The Revenge of the Horned One – Part I
- 2002: The Revenge of the Horned One – Part II
- 2003: Countess/Megiddo (Split-7" mit Megiddo)
- 2004: Heilig Vuur
- 2005: Spawn of Steel
- 2006: Holocaust of the God Believers
- 2007: Blazing Flames of War
- 2010: Burning Scripture
- 2011: On Wings of Defiance
- 2013: Sermons of the Infidel (digital)
- 2014: Ancient Lies and Battle Cries
- 2014: Sermons of the Infidel (full CD)
- 2016: Fires of Destiny